# Blowfish
Blowfish（ブローフィッシュ）は、ブルース・シュナイアーによって開発されたブロック暗号である。

## 概要
Blowfishは、1993年にブルース・シュナイアーによって開発された対称ブロック暗号である。ブロック長は64ビット、鍵長は32ビットから448ビットまで可変。DESやIDEAよりも高速とされている。特許が取得されていないことから、ライセンスフリーな暗号化方式としてSSHやファイル暗号化ソフトウェアなどに広く利用されている。